# Прегради пред любовта
„Прегради пред любовта“ (на испански: Barrera de amor) е мексиканска теленовела, създадена от Лиляна Абуд, режисирана от Раул Араиса и Родриго Саунбос, и продуцирана от Ернесто Алонсо за Телевиса през 2005 – 2006 г.
В главните роли са Ядира Карийо и Серхио Рейносо, в поддържащите – Сусана Диасаяс и Аарон Диас, а в отрицателните – Ракел Олмедо, Алексис Аяла, Херардо Мургия, Шантал Андере, Армандо Араиса и Алекса Дамян. Специално участие вземат Мануел Ландета и Норма Ерера.

## Сюжет
Мария Тереса „Маите“ е красива млада жена, която има връзка с Луис Антонио. Мария Тереса не познава родителите си – майка ѝ умира, докато я ражда, а баща си никога не е виждала. Девойката е отгледана и възпитана от леля си Гриселда. Според хората в нейния град, баща ѝ е чужденец на име Хосе, който е излъгал майката ѝ, Елоиса, и я е оставил бременна. Хосе обещава на Елоиса да се върне, но никога не го направи. В знак на любовта си ѝ оставя бижу-висулка, която е принадлежала на майка му. Тази висулка е всичко, което Мария Тереса има от баща си. Вече пораснала, Маите работи в ресторанта на Гриселда като сервитьорка.
Маите отива на панаира, придружена от Адолфо Ваядолид, който ѝ сипва сънотворно в напитката. След като подейства лекарството, тя се чувства неразположена и замаяна. Адолфо се възползва от състоянието ѝ и се опитва да я заведе в мотел и да я изнасили, но е спрян от Магдалена (която по-късно в поредицата се превръща в една от най-добрите приятелки на Маите, а също и любовница на Адолфо). Малко след това, обаче, Адолфо осъществява намерението си и изнасилва Маите, която забременява. Маите споделя за случилото се на леля си и приятеля си. Луис Антонио е бесен и решава да потърси негодника Адолфо, и да му отмъсти.
Луис Антонио намира Адолфо и го пребива, но доня Хасинта Ваядолид, майката на Адолфо, съди Луис Антонио. Луис Антонио е осъден и пратен в затвора, където е тормозен от затворници, на които Хасинта е платила.
Адолфо трябва да се ожени за Манола Линарес, но Маите прекъсва сватбата и казва, че Адолфо и Манола не могат да се оженят, тъй като той е баща на бебето, което очаква. Под натиска, че Луис Антонио ще бъде убит в затвора, Маите е принудена да се омъжи за Адолфо. Тя се омъжва за изнасилвача си, за да спаси мъжа, когото обича, а също така и децата му, Даниел и Андрес, за които младата жена си грижи и обича.
Животът на Мария Тереса се превръща в ад, тъй като живее с Хасинта и Адолфо. Няколко месеца по-късно, Маите ражда красиво момиченце, Валерия. Хасинта намира начин Маите да изгуби родителските си права и взима детето ѝ. Маите е принудена от Хасинта да напусне дома им. Клетата жена отива в столицата, Мексико, където се кълне, че един ден ще си отмъсти на враговете си и ще си върне дъщерята.
В Мексико отива и Магдалена, която е бременна. Двете живеят заедно и се сприятеляват. Маите започва работа в ресторант и се сприятелява с Виктор, собственика на ресторанта. Магдалена ражда момиченце, Вероника. Години по-късно, Маите се връща да си възвърне дъщерята, но планът ѝ се проваля.
Магдалена е убита, а Вероника става свидетел на убийството на майка си. След този ден, във Вероника живее повече от една личност. Двете личности, които живеят във Вероника са Вера и Виолета, имена, дадени на куклите, с които си играе. Вера е алчна и егоцентрична, а Виолета – мила и грижовна. Вера и Виолета са новите самоличности на Вероника. Мария Тереса решава да се грижи за момичето, тъй като с Магдалена са били като сестри.
След 17 години Маите се връща в родния си град и осъществява отмъщението си срещу Хасинта. Валерия и Андрес се влюбват, без да знаят, че родителите им имат връзка.

## Актьори
Част от актьорския състав:
- Ядира Карийо – Мария Тереса „Маите“ Галван Мартинес
- Серхио Рейносо – Луис Антонио Ромеро
- Ракел Олмедо – Хасинта Лопес Рейес вдовица де Ваядолид
- Алексис Аяла – Федерико Гомес / Федерико Ваядолид Гомес
- Шантал Андере – Манола Линарес де Самора
- Норма Ерера – Ремедиос Гомес
- Херардо Мургия – Адолфо Ваядолид Лопес
- Мануел Ландета – Виктор Гарсия Бетанкурт
- Аарон Диас – Андрес Ромеро
- Сусана Диасаяс – Валерия Ваядолид Галван
- Армандо Араиса – Родриго Самора Линарес
- Алекса Дамян – Вероника Гарсия Галван / Вера / Виолета
- Ана Бренда Контрерас – Хуана Санчес
- Аарон Ернан – Хосе Малдонадо
- Хуан Пелаес – Серхио Лопес Рейес
- Хорхе Варгас – Мигел Франко
- Росана Сан Хуан – Магдалена
- Давид Остроски – Улисес Сантияна
- Грасиела Бернардос – Гриселда Мартинес
- Пати Диас – Нурия де Ромеро
- Раймундо Капетийо – Никалас Линарес
- Хавиер Марк – Густаво Самора
- Хоана Бенедек – Леонела
- Алехандро Кореа – Андрес Ромеро (дете)
- Даниел Берланга – Даниел Ромеро (дете)
- Мигел Мартинес – Андрес Ромеро (тийнейджър)
- Карлос Спейцер – Даниел Ромеро (тийнейджър)
- Антонио Вела – Омар Кардона

Предистория
- Федерико Писаро – Педро Ваядолид
- Педро Армендарис мл. – Дон Педро Ваядолид
- Фара Абуд – Хасинта Лопес Рейес де Ваядолид (млада)
- Мануел „Флако“ Ибаниес – Никанор Лопес
- Адриана Лафан – Рамона Рейес де Лопес
- Кристина Бернал – Ремедиос Гомес (млада)
- Серхио Аргета – Хосе Малдонадо (млад)
- Даниел Абив – Серхио Лопес Рейес (млад)

## Премиера
Премиерата на Прегради пред любовта е на 10 октомври 2005 г. по Canal de las Estrellas. Последният 155. епизод е излъчен на 12 май 2006 г.

## Награди и номинации
| Година | Церемония             | Категория           | Номинация         | Резултат |
| ------ | --------------------- | ------------------- | ----------------- | -------- |
| 2006   | Награди Califa de Oro | Най-добро участие   | Ракел Олмедо      | Печели   |
| 2006   | Награди Califa de Oro | Най-добро участие   | Аарон Диас        | Печели   |
| 2006   | Награди Califa de Oro | Най-добър продуцент | Луис Мигел Барона | Печели   |

| Година | Церемония     | Категория            | Номинация      | Резултат  |
| ------ | ------------- | -------------------- | -------------- | --------- |
| 2007   | Награди Glaad | Най-добра теленовела | Ернесто Алонсо | Номиниран |